# سپیا (مولداوی)
سپیا (به لاتین: Speia) یک منطقهٔ مسکونی در مولداوی است که در واحدهای اداری-سرزمینی کرانه چپ دنیستر واقع شده‌است. سپیا ۴۳ متر بالاتر از سطح دریا واقع شده‌است.